# Stainton Beck
Der Stainton Beck ist ein kleiner Wasserlauf in Cumbria, England.
Nördlich von Stainton, wo der Wasserlauf unter einem Aquädukt des Lancaster Canal hindurch geführt wird, wird der Wasserlauf als Saint Sunday's Beck bezeichnet. Der Wasserlauf hat seinen Ursprung in den Bergen westlich des Killington Reservoir. Der Stainton Beck bildet an seinem Zusammenfluss mit dem Peasy Beck östlich von Milnthorpe den River Bela.